# Hoboes
Hoboes byla česká moderní trampská hudební skupina vzniklá v letech 1963 až 1965. Hrála původní písně bratří Ryvolů. Skupina vznikla jako osadní kapela trampské osady Zlatý klíč, až později se ustálila sestava a vznikl název Hoboes. Koncem šedesátých a začátkem sedmdesátých let se několikrát umístili na čelných příčkách soutěže na festivalu Porta. V roce 1976 Hoboes obdrželi Zlatou Portu za dlouholetou činnost a přínosy autorské i interpretační. Skupina pravidelněji hrála do let 1975 až 1980, od té doby jen výjimečně, fakticky zanikla úmrtím Wabiho Ryvoly v roce 1995.
Písničky bratří Ryvolů hudebně vycházejí nejčastěji z propojení swingových harmonií a trampsko-countryových melodií. Typické rytmy "hobousáren" jejich autoři nazvali "tempo di vlak" nebo "tempo di beguine". Texty vycházejí nejen z trampské romantiky, přesahují ji širším okruhem témat, jsou často obohacené svébytnou poetikou nebo pojmy a představami z fiktivní Země tří sluncí. Jsou většinou psány "kladenskou češtinou" – živým, nespisovným obecným jazykem, což v době jejich vzniku nebylo úplně obvyklé.

## Obsazení
Zakládající členové:
- Jiří Wabi Ryvola – kytara, zpěv
- Mirko Miki Ryvola – sólová kytara, zpěv
- Jindřich Pedro Pitra – kytara (basování)
- Hanka Bandita Homolková – zpěv
- Miroslav Míra Navara – kytara, zpěv

Nejznámější sestava v 70. letech 20. století:
- Jiří Wabi Ryvola – kytara, zpěv
- Mirko Miki Ryvola – sólová kytara, zpěv
- Jindřich Pedro Pitra – kytara (basování)
- Jarmila Jarka Vrbová (dříve Krátká) – zpěv
- Marcela Koťátková (později Hadravová) – zpěv

## Diskografie
- SP Scarabeus a Hoboes – Porta – 1970 Panton – písně: Island, Ohrada, Mrtvej vlak, Bedna vod whisky
- SP Písně Minnesengrů, Hoboes a Havranů – 1972 Panton – píseň: Barevný stíny
- SP Písně Minnesengrů a Hoboes – 1972 Panton – písně: Vrbový houštiny, Země tří sluncí
- LP Písně dlouhejch cest – 1975 Supraphon (spolu s Kapitánem Kidem, Pacifikem, Wabi Daňkem a Brontosaury) – písně: Tak už mi má holka mává, Samota, Ze všech chlapů nejšťastnější chlap
- LP Zvláštní znamení touha – 1981 Supraphon:

1. Tunel jménem Čas
2. Hobo
3. Jarní kurýr
4. To zatracený vedro
5. Cesta na Island
6. Dům smutný víly
7. Sochám brečí déšť na obočí
8. Odjíždím
9. Song abonenta jihozápadní dráhy
10. Rezavý šporny
11. Noc královny Kristiny
12. Klekání
13. Tereza (Osamělý město)
14. To bude asi tím
15. Poslední Jumbo Jet
16. Zvláštní znamení touha (původní text i název Zvláštní znamení woodcraft)

Texty některých písniček jsou na této desce zkrácené a upravené proti originálním pódiovým verzím. Bylo to zčásti kvůli požadavkům vydavatele na zkrácení délky, zčásti kvůli tehdejší cenzuře.
- CD Hoboes – 1990 Supraphon
- LP Bedna vod whisky – 1991 Supraphon
- CD Hoboes live (nahrávky z let 1968-1986) – 1998 Bonton:

1. Hejno vran
2. Poslední míle
3. Dálka
4. Mrtvej vlak
5. Bedna vod whisky
6. Vodjíždím
7. Robinson Black
8. Bál v lapáku
9. Šťastnej tulák
10. Mrtvej chlap
11. Lákání
12. Dlouhá cesta
13. Dům smutný víly
14. Poslední píseň
15. Prokletá fordka
16. Pane Bože, vod tý lásky zachraň nás
17. Karolíno, Goodbye
18. Babí léto
19. Polední zem
20. Země tří sluncí
21. Make love Cosa nostra
22. Zlatý klíč (Táborový oheň)

- CD Hoboes, Písně Wabiho a Mikiho (hrají a zpívají Miki Ryvola, Marcela Koťátková-Hadravová a přátelé) – 1999 Columbia

## Zpěvníky
- Zvláštní znamení touha – písně z repertoáru Hoboes a Pacifik, vydal Supraphon v roce 1981, katalogové číslo 02-180-81
- A je zase Pohoda 5, Jiří Wabi Ryvola II. – vydal Bočan & spol. v roce 1992
- Trampské písničky Mikiho Ryvoly a Pavla Žalmana Lohonky – Vydala Česká tábornická unie prostřednictvím Puls Ostrava
- Dlouhá cesta – Jiří Wabi Ryvola vydalo Nakladatelství KONVOJ, Brno, 1995